# Божуревац
Божуревац је насеље у Србији у општини Трстеник у Расинском округу. Према попису из 2022. било је 180 становника (према попису из 1991. било је 382 становника).

## Историја
До Другог српског устанка Божуревац се налазио у саставу Османског царства. Након Другог српског устанка Божуревац улази у састав Кнежевине Србије и административно је припадао Јагодинској нахији и Левачкој кнежини све до 1834. године када је Србија подељена на сердарства.

## Демографија
У насељу Божуревац живи 270 пунолетних становника, а просечна старост становништва износи 47,2 година (45,4 код мушкараца и 49,2 код жена). У насељу има 93 домаћинства, а просечан број чланова по домаћинству је 3,34.
Ово насеље је у потпуности насељено Србима (према попису из 2002. године), а у последња три пописа, примећен је пад у броју становника.
|  |

| Демографија | Демографија | Демографија |
| Година      | Становника  | Становника  |
| ----------- | ----------- | ----------- |
| 1948.       | 507         |             |
| 1953.       | 486         |             |
| 1961.       | 456         |             |
| 1971.       | 452         |             |
| 1981.       | 448         |             |
| 1991.       | 382         | 376         |
| 2002.       | 311         | 320         |

| Етнички састав према попису из 2002.‍ | Етнички састав према попису из 2002.‍ | Етнички састав према попису из 2002.‍ | Етнички састав према попису из 2002.‍ | Етнички састав према попису из 2002.‍ |
| ------------------------------------ | ------------------------------------ | ------------------------------------ | ------------------------------------ | ------------------------------------ |
|                                      |                                      |                                      |                                      |                                      |
| Срби                                 | Срби                                 |                                      | 311                                  | 100,0%                               |
| непознато                            | непознато                            |                                      | 0                                    | 0,0%                                 |

| Божуревац у пописима Јагодинске нахије — од 1818. до 1829.                        |       |       |       |       |       |       |          |       |       |       |       |       |
| Година пописа                                                                     | 1818. | 1819. | 1820. | 1821. | 1822. | 1823. | 1824/25. | 1825. | 1826. | 1827. | 1828. | 1829. |
| Куће                                                                              | 16    | 18    | 17    | 18    | 21    | 20    | 19       | 21    | 21    | 22    | 22    | 22    |
| Пореске главе*                                                                    | -     | 26    | 26    | 27    | 26    | 25    | 25       | 24    | 26    | 25    | 25    | 23    |
| Арачке главе**                                                                    | 47    | 52    | 57    | 44    | 51    | 51    | 53       | 54    | 57    | 58    | 65    | 63    |
| *Пореске главе = Ожењени мушкарци \| ** Арачке главе = Мушкарци од 7 до 70 година |       |       |       |       |       |       |          |       |       |       |       |       |

| Година пописа     | 1948. | 1953. | 1961. | 1971. | 1981. | 1991. | 2002. |
| ----------------- | ----- | ----- | ----- | ----- | ----- | ----- | ----- |
| Број домаћинстава | 85    | 87    | 92    | 100   | 102   | 96    | 93    |

| Број чланова      | 1  | 2  | 3  | 4  | 5  | 6 | 7 | 8 | 9 | 10 и више | Просек |
| ----------------- | -- | -- | -- | -- | -- | - | - | - | - | --------- | ------ |
| Број домаћинстава | 16 | 19 | 19 | 16 | 10 | 7 | 4 | 2 | 0 | 0         | 3,34   |

| Пол    | Укупно | Неожењен/Неудата | Ожењен/Удата | Удовац/Удовица | Разведен/Разведена | Непознато |
| ------ | ------ | ---------------- | ------------ | -------------- | ------------------ | --------- |
| Мушки  | 146    | 41               | 86           | 17             | 1                  | 1         |
| Женски | 134    | 21               | 87           | 26             | 0                  | 0         |
| УКУПНО | 280    | 62               | 173          | 43             | 1                  | 1         |

| Пол    | Укупно                    | Пољопривреда, лов и шумарство | Рибарство                            | Вађење руде и камена | Прерађивачка индустрија       |
| ------ | ------------------------- | ----------------------------- | ------------------------------------ | -------------------- | ----------------------------- |
| Мушки  | 98                        | 71                            | 0                                    | 0                    | 16                            |
| Женски | 64                        | 53                            | 0                                    | 0                    | 3                             |
| УКУПНО | 162                       | 124                           | 0                                    | 0                    | 19                            |
| Пол    | Производња и снабдевање   | Грађевинарство                | Трговина                             | Хотели и ресторани   | Саобраћај, складиштење и везе |
| Мушки  | 0                         | 0                             | 7                                    | 1                    | 1                             |
| Женски | 0                         | 0                             | 2                                    | 1                    | 1                             |
| УКУПНО | 0                         | 0                             | 9                                    | 2                    | 2                             |
| Пол    | Финансијско посредовање   | Некретнине                    | Државна управа и одбрана             | Образовање           | Здравствени и социјални рад   |
| Мушки  | 0                         | 0                             | 0                                    | 1                    | 0                             |
| Женски | 0                         | 1                             | 0                                    | 2                    | 0                             |
| УКУПНО | 0                         | 1                             | 0                                    | 3                    | 0                             |
| Пол    | Остале услужне активности | Приватна домаћинства          | Екстериторијалне организације и тела | Непознато            | Непознато                     |
| Мушки  | 1                         | 0                             | 0                                    | 0                    | 0                             |
| Женски | 0                         | 0                             | 0                                    | 1                    | 1                             |
| УКУПНО | 1                         | 0                             | 0                                    | 1                    | 1                             |